# Bibliothekswesen in Südafrika

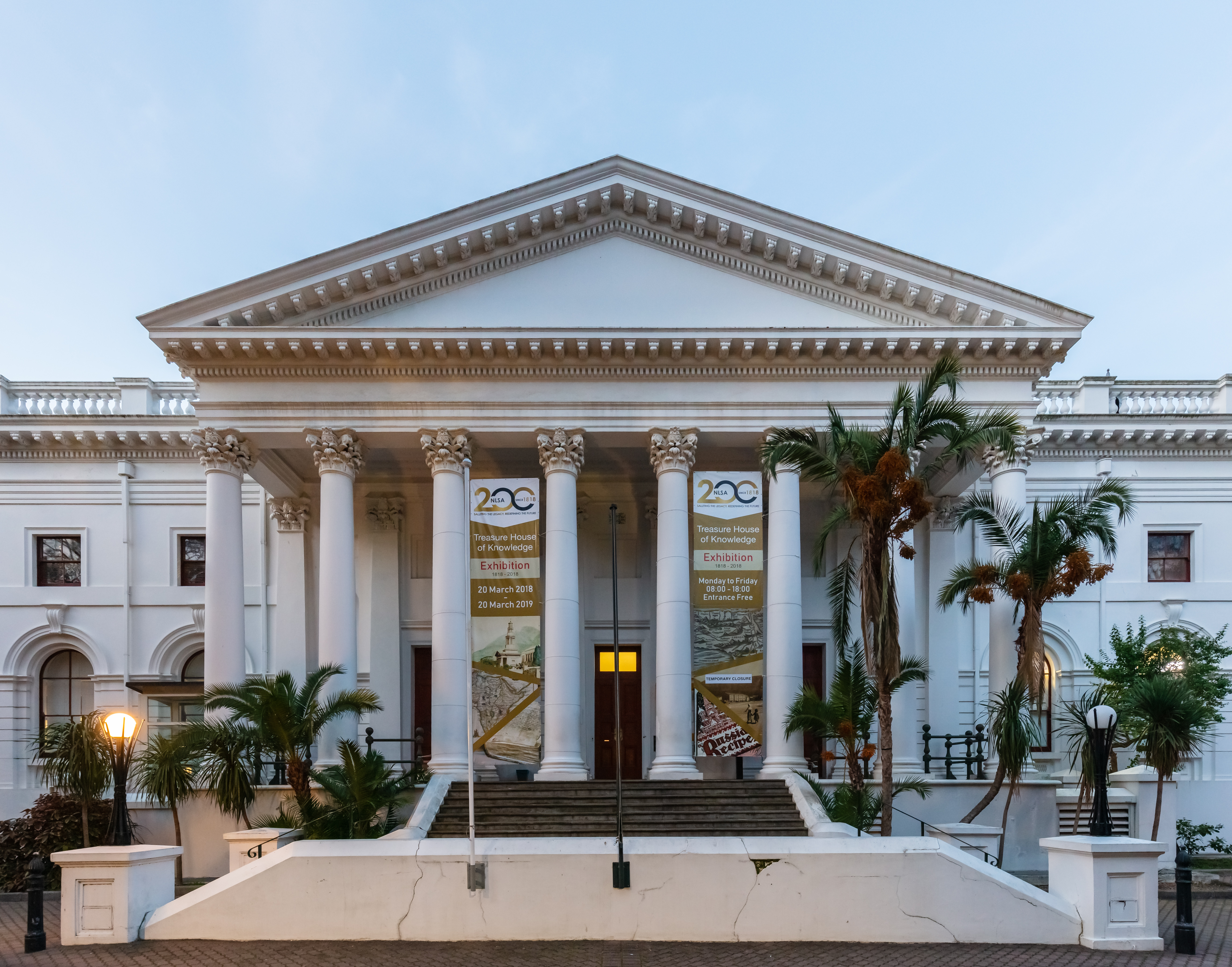
Nationalbibliothek Südafrikas am Standort Kapstadt

Universität Fort Hare in Alice, Bibliotheksgebäude

Das Bibliothekswesen in Südafrika begann in der Zeit der zweiten Hälfte des 18. Jahrhunderts (Kolonialisierung), in der auch die ersten Missionsbibliotheken entstanden. Ab 1928 entstand langsam das moderne Bibliothekswesen, wobei sich bis heute immer noch große Unterschiede zwischen arm und reich bzw. innerhalb verschiedener Regionen herauskristallisieren. Jede Provinz besitzt ihre eigene Bibliotheksautorität. In den Großregionen von Johannesburg und Kapstadt sind die meisten Einzelbibliotheken konzentriert.

## Bibliothekstypen und Struktur
Wie in Europa unterscheidet man auch hier nach Öffentlichen und Wissenschaftlichen Bibliotheken. Die größte Öffentliche Bibliothek ist die Johannesburg Public Library. In den Wissenschaftlichen Bibliotheken erfolgt eine ausgesprochene Spezialisierung nach Sachgebieten. Es existieren 88 Universitätsbibliotheken, 370 Fachbibliotheken, 670 Stadt- und Dorfbibliotheken, 90 Regierungsbibliotheken und eine Nationalbibliothek, inklusive Privat-, Schul- und Spezialbibliotheken. Der Gesamtbestand der südafrikanischen Bibliotheken wird auf etwa 50 Millionen bibliografische Einheiten geschätzt.

## Finanzierung
In Südafrika werden die Bibliotheken überwiegend durch die öffentlichen Haushalte finanziert. Sie befinden sich in Trägerschaft kommunaler, provinzialer oder staatlicher Institutionen. Es existieren außerdem eine ganze Reihe von Privatbibliotheken.

## EDV
Südafrika besitzt mittlerweile ein gut ausgebautes Computernetzwerk und gutfunktionierende Verbindungen zu allen bekannten internationalen Suchmaschinen. Auch Internetzugänge sind in allen Bibliotheken der Großstädte vorhanden. Einen positiven Aspekt bildet das Voranschreiten der Datenbankentwicklung.
1983 begann die Entwicklung von SABINET (South African Bibliographic and Information Network), welche eine computergestützte bibliographische Datenbank zur Recherche darstellt.

## Bibliotheksvereine und - verbünde
Die LIASA (Library and Information Association of South Africa) wurde 1997 gegründet und entstand ursprünglich aus zwei unterschiedlichen Vereinen, dem SAILIS (The South African Institute for Librarianship and Informationscience), welches eine Mitgliedschaft für nur weiße Bibliothekare voraussetzte und der ALASA (African Librarians Association of South Africa), welche ausschließlich den schwarzen Bibliothekaren zugänglich waren. Nach der Apartheid wurden diese beiden Vereine verbunden. Die LIWO (The Library and Information Workers Organisation of South Africa), arbeitete von Anfang an unabhängig.
Die fünf Bibliotheksverbünde werden hier ebenfalls wie die Vereine nur kurz benannt: CALICO (Westkap), ESAL (KwaZulu-Natal), FRELICO (Freistaat), GAELIC (Gauteng) und SEALS (Ostkap). Über die weiteren Inhalte deren Arbeit kann man sich auf den entsprechenden Homepages informieren. Deren Gründung wurde im Kampf gegen die Rassentrennung, wegen Geldmangels und für den Einsatz eines besseren Kundendienstes in den Bibliotheken notwendig.

## Bibliotheksausbildung
Die bibliothekarische Ausbildung ist in verschiedenen Großstädten möglich, z. B. Pretoria, Durban und Johannesburg. Das Studium erfolgt als Teil- oder Vollzeitstudium und richtet sich nach Grad der Ausbildung. Alle Studiengänge in Südafrika sind gebührenpflichtig. Es wird als Hauptfach (ähnlich der Fachhochschule in Deutschland) Bibliothekswesen mit Abschluss des BA bzw. MA oder Diplom angeboten. Auch ein universitäres Studium mit Promotion zum Doktor oder Professor ist möglich.

## Die Nationalbibliothek in Kapstadt und Pretoria
Mit dem „The National Library of South Africa Act 92 of 1998“ wurden die South African Library in Kapstadt und die State Library in Pretoria zur National Library of South Africa (NLSA) mit zwei Hauptstandorten zusammengelegt. Sie sammelt und erschließt alle Publikationen aus und über Südafrika. Sie koordiniert die internationale Fernleihe sowie erstellt und veröffentlicht die südafrikanische Nationalbibliografie. Der NLSA unterliegt auch die Restaurierung und konservatorische Betreuung der historisch wertvollsten Bestände im nationalen Rahmen. Sie besitzt wertvolle Spezialsammlungen, wie beispielsweise die Sammlung AFRICANA (umfasst u. a. ältere und aktuelle Dokumente mit Afrikabezug, historische Zeitungen aus der Kolonialperiode und alte Reisebeschreibungen), illustrierte Bücher oder bemerkenswerte Schriften in kapholländischer Vorgängersprache.

## Probleme und Aussichten
Das Vermächtnis der Apartheid tritt in Südafrika überaus deutlich im Bereich der Bildung zutage, obwohl die Regierung die Ausgaben für die Ausbildung der Schwarzen seit Mitte der achtziger Jahre wesentlich erhöht hat. Der Anteil der schwarzen Bevölkerung, der lesen und schreiben kann, liegt unter 50 Prozent, während er bei den Weißen 100 Prozent beträgt.
Um nur einige Probleme in Bezug auf das Bibliothekswesen zu nennen, seien hier ein paar Beispiele aufgeführt. Ein Problem ist und bleibt wohl weiterhin der notorische Geldmangel nicht nur der Bevölkerung, sondern auch der Bibliotheken, die beispielsweise eine Erhebung von Zoll auf alle importierten Bücher zahlen muss.
Die Stadtbibliotheken werden von den Studenten oft als Studienräume genutzt, da vielerorts nicht genügend Elektrizität und Nutzerplätze existieren.
Die Abnutzung der Bücher ist sehr stark, da sich die Studenten oft keine eigenen leisten können. Dadurch ist die Diebstahlrate sehr hoch.
Die Bibliotheken in Südafrika müssen, wie in anderen Ländern auch, mit mehr staatlicher Subventionierung rechnen können. Es sind keine geeigneten Sicherungsmaßnahmen für Bücher und Bibliotheken möglich, Mehrexemplarankäufe fallen meist ebenfalls weg. Darum ist in Zukunft eine enge Zusammenarbeit nationaler und internationaler bibliotheksspezifischer Institutionen wichtig.